# Dan Tudor
Dan Tudor (n. 12 iunie 1967, București, România) este un actor și regizor român de teatru și film.

## Carieră
Dan Tudor este regizorul unor spectacole de mare succes în teatrul românesc, având in distribuție actori reprezentativi, dar și tineri de viitor.

### Carieră regizorală
Dintre spectacolele regizate, amintim:
Teatrul Național „Ion Luca Caragiale” din București
- "Sânziana și Pepelea" - de Vasile Alecsandri (2006)
- "Molto, gran' impressione" - de Romulus Vulpescu  (2009)
- "Comedia norilor" -  după Aristofan (2009)
- "Omul care a văzut moartea" - de Victor Eftimiu (2013)

Teatrul Metropolis
- "Bădăranii" - de Carlo Goldonii (2013)
- "Gaițele" - de Al. Kirițescu (2012)
- "Hagi Tudose" de Barbu Ștefănescu Delavrancea (2016)

Teatrul Nottara
- "Mitică Popescu" - de Camil Petrescu (2018)

Teatrul de Comedie, București
- "Stăpanii rulotei" - de Gerard Murfy (2012)
- "Hoațele" - de Dario Fo (2005)

Teatrelli
- "Nemuritorul" - de Mona Radu
- "Quartet" de Ronald Harwood
- "Plăcinta cu mere" de Issac Buton
- "Contesa" - adaptare după Aldo Nicolai (2019)
- "Taxi Blues" de Ana Maria Bamberger

Teatrul Dramaturgilor Români
- "Autorul e în sală" de Ion Băieșu (2017)

### Actor de teatru
Ca actor, Dan Tudor a fost angajatul teatrelor Odeon, Teatrului Național București, iar în prezent face parte din trupa Teatrului de Comedie, interpretând într-un stil propriu (de o sinceritate dezarmantă), personaje memorabile care l-au transformat într-unul dintre cei mai iubiți actori de comedie.
Roluri interpretate în teatru
- Malvolio - "A douăsprezecea noapte"
- Figaro - "Nunta lui Figaro"
- Miroiu - "Steaua fară nume"
- Mitică Popescu - "Mitică Popescu"
- Chirică - "Omul cu mârțoaga"
- Pampon - "D' ale Carnavalului"
- Rică Venturiano - "O noapte furtunoasă" ș. a.

### Actor de film
Ca actor de film, a avut șansa întâlnirilor cu unii dintre cei mai importanți creatori: Lucian Pintilie, Dan Pița, Stere Gulea, Sergiu Nicolaescu etc.
Filmografie
- Vînătoarea de lilieci (1991) - soldat
- Prea târziu (1996) - recepționer
- Terminus Paradis (1998) - locotenentul Ulea
- Triunghiul morții (1999) - Sandu
- Război în bucătărie (2001) - comandantul
- Nunta mută (2008) - Sandu Praștie

- The Wrong day (2019) - Sonny - regia Dan Tudor
- Zavera (2019) - Marius
- Q.E.D. (2013) - Brediceanu Trailer - regia Andrei Gruzsniczki
- Sunt o babă comunistă (2013) - Activist partid Trailer -  regia Stere Gulea
- Iszka utazasa / Călătoria Iskai (2007) - Silvio Trailer - regia Csaba Bollok
- Tertium non datur (2006) - locotenent român - regia Lucian Pintilie
- Casatorie imposibilă / Căsătorie imposibilă (2004) - comisar
- Mariage interdit (2002) - regia Gérard Cuq
- Incidentul Ankara (2001)- Dinu - regia A.V. Berenyi
- Proprietarii de stele (2001)- Străinul -regia Savel Stiopul
- Aerisirea (1997)
- Pepe și Fifi - Valentino (1994) regia Dan Pița
- 2+2 (2013) - Aviatore Thomasso (2014) - regia Thomas Ciulei

Seriale TV
- "Calcaiul lui Ahile" - rol Ahile - Regia Sergiu Ionescu - 2002 (TVR)
- "Amantul Marii Doamnei Dracula" - rol Val Munteanul -  Regia Constantin Dicu - 2005 (TVR)

Serial TV Regizat
- "Baronii" (2007) - (National TV)

Dan Tudor este un fervent susținător al relațiilor teatrale româno-irlandeze, regizând și jucând în spectacole realizate dupa piese scrise de autori irlandezi și români pe scena teatrelor din Irlanda, Canada, Germania, Serbia etc.

###### Filme regizate
- Scurtmetraj "The Wrong day" 2019

## Angajări
- Teatrul Odeon: 1994-1996
- Teatrul de Comedie: 1996-2003
- Teatrul Național București: 2003-2015
- Teatrul de Comedie: 2015- prezent.

## Premii, nominalizări
- Premiul "Goange Marinescu" pentru regie pentru spectacolul Taxi Blues la Festivalul internațional al teatrului de studio, Pitești, 2012
- Premiul pentru cel mai bun spectacol - Taxi Blues (regie Dan Tudor) și Premiul pentru cea mai bună interpretare masculină pentru același spectacolla Festivalul Național de Comedie, Galați, 2012
- Premiul pentru Regie pentru spectacolul Belvedere la Festivalul Internațional al Teatrului de la Vratza, Bulgaria, 2011
- Premiul special al juriului cu spectacolul "Belvedere" la Festivalul Internațional de Teatru JoakimInterfest din Kraguevac, Serbia, 2011
- Premiul publicului pentru cel mai bun spectacol cu „Sânziana și Pepelea" la Festivalul Național de Comedie, Galați, 2007
- Premiul pentru cel mai bun spectacol pentru „Extrem" la Festivalul Național de Teatru Studio de la Pitești, 2006
- Premiul de popularitate pentru „Tinerețe fără bătrânețe" la Festivalul Guliver, 2006
- Premiul de regie pentru spectacol în spații alternative pentru „Hoațele" și „7 zile din viața lui Simon Labrosse" la Festivalul Național de Comedie de la Galați, 2006
- Premiul de popularitate pentru „Tinerețe fără bătrânețe", FESTCO, 2005
- Premiul de regie pentru inventivitatea folosirii mijloacelor comice, pentru spectacolele „O noapte furtunoasă" și „Ofertă de serviciu" la Festivalul Național de Comedie de la Galați, 2002
- Marele Premiu pentru spectacolul „Păcală și Popa", Gala Tânărului Actor, Costinești, 1998
- Premiul de creație I.D. Sârbu pentru monologul „Haine de paiață" și „Delir în doi", Petroșani, 1996
- Marele Premiu pentru recitalul „Haine de paiață", Gala Tânărului Actor Costinești, 1995
- Premiul "Cel mai bun spectacol, - "Infractorii",-  "Festivalul Național al Teatrelor de Proiect - Mircea Albulescu".